# Slechtvalk
Slechtvalk (Halcón Peregrino en holandés) es una banda de Metal Extremo, originaria de los Países Bajos. Esta banda se caracteriza por sus potentes melodías épicas y letras que abordan temas hacia la confianza en la voluntad superior, la esperanza y temas inspirados por guerras, batallas épicas, fantasía, dilemas morales y naturaleza. Los miembros de la banda comparten la fe cristiana. 

## Historia

### Falconry
Slechtvalk lanzó su álbum debut, Falconry, en el año 2000 bajo la discográfica Fear Dark. En sus inicios la banda estaba formada solo por Shamgar, quien tocaba todos los instrumentos.
Su mezcla entre Dark Metal y Black metal fue bien recibida.

### The War That Plagues the Lands
Shamgar tomó ventaja de su reputación, e intentó formar una banda con más miembros. Entre 2001 y 2002 una soprano llamada Fionnghuala,  un guitarrista y cantante de folk llamado Ohtar, un bajista llamado Nath, un batería llamado Grimbold, un teclista llamado Sorgier y una bailarina de nombre Meallá fueron reclutados para tener así una formación completa con la intención de grabar un álbum. Como adelanto del álbum la banda lanzó un split junto a la banda de Black Metal Progresivo, Kekal, titulado "Chaos & Warfare", en el año 2002. El split fue muy bien recibido. Presentaba 4 canciones par cada uno de los grupos y un cover de la canción Kongsblod (Antestor). Ese mismo año The War That Plagues the Lands fue lanzado bajo la discográfica Fear Dark. Tres semanas después el álbum alcanzó el #2 en el Top 50 de Holanda. En 2003 la banda consiguió realizar varios tours por primera vez en Europa. La banda estuvo en festivales celebrados en Alemania, Suiza, Bélgica, Suecia y su país de origen, Holanda. La banda captó la atención de Europa e incluso de Asia, dónde una discográfica llamada Sonnengut Music lanzó The War That Plagues the Lands en el mercado del continente. En Europa del este el álbum fue lanzado con la compañía HROM Music. Para fortalecer su posición como una de las mejores bandas de Black metal de Holanda la banda realizó una gira como banda de apertura del grupo Serenade of Darkness.

### At the Dawn of War
En febrero de 2005 la banda lanzó su tercer álbum, At the Dawn of War. Este álbum incorporó un sonido más sinfónico y con muchas influencias del folk. La banda también incorporó temática sobre temas medievales y de fantasía, y sus integrantes comenzaron a vestirse con trajes de guerreros medievales.
Ese mismo año lanzan un DVD titulado "Upon the Fields of Battle", rodado en el club Hedon Zwolle, y un videoclip para la canción "Thunder of War". Después la banda realizó un tour junto a la banda Frosthardr.
A comienzos de 2006 el hermano de Grimbold, Seraph, fue añadido a la banda como guitarrista debido a que Othar se veía obligado a marcharse del grupo a causa de una lesión crónica de muñeca. La soprano Fionnghuala también dejó la banda para dedicarse a su carrera en la música clásica.
Slechtvalk comenzó a escribir nuevo material anunciando que su estilo iba a cambiar a un metal más brutal y técnico.
En febrero de 2007 Nath, el bajista, salió de la banda volviendo Othar, recuperado ya de su lesión, para hacerse cargo del bajo. A finales de 2007 el teclista, Hydrith, anunció su salida de la banda para centrarse más en su familia. Desde entonces Slechtvalk no ha vuelto a usar teclados, tocando solo sus canciones que no incluían teclado o usando miembros de sesión.

### A Forlorn Throne
En abril de 2009 la banda firmó un contrato con la discográfica alemana Whirlwind Records.
En octubre de 2009 fue lanzada una compilación de la banda llamada "An Era of Bloodshed" que contenía dos canciones promocionales. Nath, volviendo ahora bajo el nombre de Premnath, regresó a la banda tocando, esta vez, el teclado. A finales de 2009 la banda entró en el Studio Mega de Suecia con el productor Johan "The Ant" Örnborg para grabar su cuarto álbum, A Forlorn Throne. Fue mezclado y masterizado por Jens Bogren en Fascination Street, y tanto la carátula como el nuevo logo de la banda fueron diseñados por Raymond Swanland.
El lanzamiento del álbum está fijado para el 31 de mayo de 2010. El estilo en este álbum cambiará hacia una mezcla de géneros como el Metal Extremo y el Blackened Death Metal con influencias de Black y Viking Metal.

## Estilo

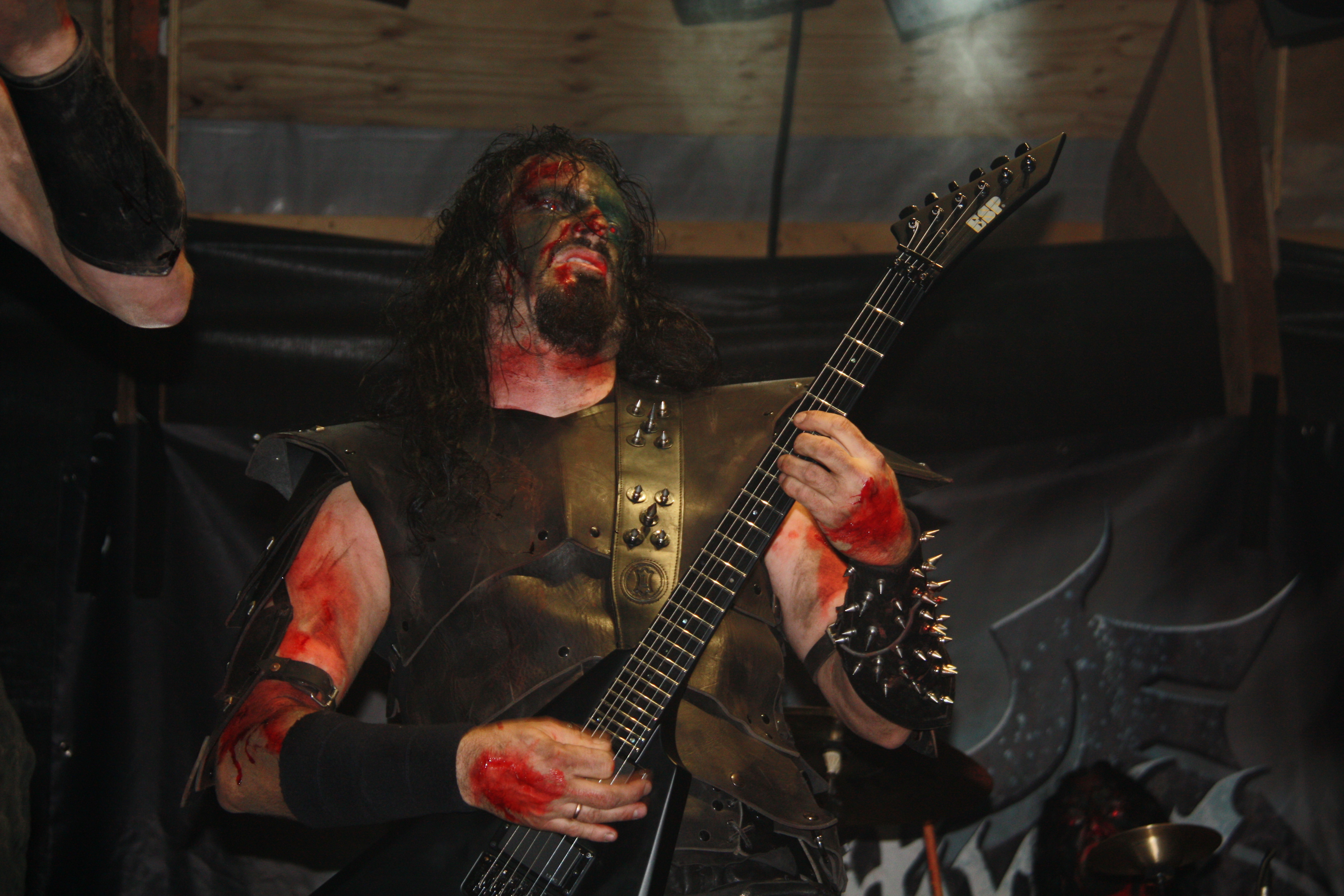
Slechtvalk, Occultfest 2010

Musicalmente Slechtvalk ha ido cambiando a lo largo de los años. En sus inicios caracterizándose por un sonido Black y Dark Metal para luego incorporar elementos marcadamente melódicos e influencia folclórica escandinava, con tintes usualmente épicos que incluyen coros y teclados muy cercano al viking metal con algunos matices de Folk Metal y jugando también con elementos del Blackened Death Metal, siempre manteniendo una fuerte identidad hacia el metal extremo escandinavo.

## Creencias del grupo
Los miembros de Slechtvalk comparten la fe cristiana. Sin embargo cabe destacar que Shamgar afirmó en una entrevista lo siguiente: "Como banda nosotros no tenemos ningún mensaje religioso. Nuestras letras no entran en valoraciones religiosas, sino que hablan de cuestiones y problemas personales. Porque la religión ha sido malusada por los gobiernos para oprimir a la gente. Yo creo que cada uno debería decidir por sí mismo en que dios o dioses creer. Nosotros no usamos ningún mito o leyenda existente sino que sacamos la inspiración de nuestras vivencias o de eventos históricos. Así que no veo ninguna contradicción entre nuestras creencias y nuestras letras".

## Discografía
- Falconry (2000)
- Chaos & Warfare (Split, 2002)
- The War That Plagues The Lands (2002)
- Upon the Fields of Battle (DVD, 2005)
- At the Dawn of War (2005)
- Thunder of War (Sencillo, 2005)
- An Era of Bloodshed (Best of/Compilation, 2009)
- A Forlorn Throne (2010)
- Where Wandering Shadows and Mists Collide (2016)

## Miembros

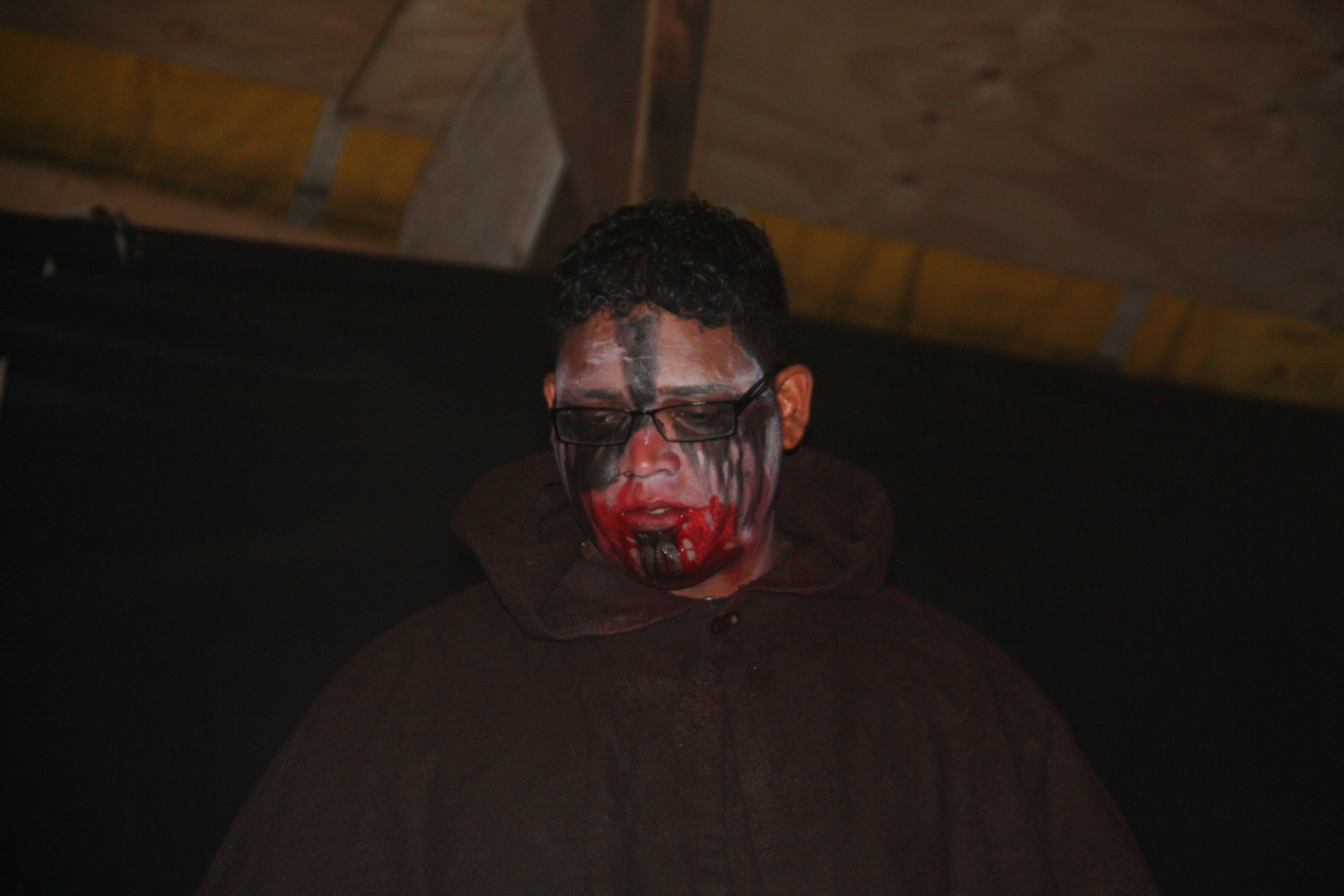
Slechtvalk, Occultfest 2010

- Shamgar - Vocalista y guitarrista secundario.
- Seraph - Guitarrista.
- Ohtar - Bajo y vocalista secundario.
- Grimbold - Batería y vocalista secundario.
- Premnath - Teclista.

### Miembros Pasados
- Sorgier - Organista y teclista.
- Fionnghuala - Vocalista femenina (Antestor).
- Hydrith - Teclista.
- Meallá - Bailarina (en los directos).